# هشتمین دالایی لاما
جامپل جیاتسو (انگلیسی: Jamphel Gyatso؛ زاده ۱۷۵۸ - درگذشته ۱۸۰۴) هشتمین دالایی لاما بود.
وی از سال ۱۷۶۲ تا ۱۸۰۴ به‌عنوان دالایی لاما رهبر بوداییان تبت شناخته می‌شده‌است.